# Drunk (Thundercat)
Drunk è il terzo album in studio del musicista statunitense Thundercat, pubblicato nel 2017.

## Tracce
Testi e musiche di Stephen Bruner, eccetto dove indicato.
1. Rabbot Ho – 0:38
2. Captain Stupido – 1:41
3. Uh Uh – 2:16 (Stephen Bruner, Zack Sekoff)
4. Bus in These Streets – 2:24 (Stephen Bruner, Louis Cole)
5. A Fan's Mail (Tron Song Suite II) – 2:38 (Stephen Bruner, Mark Spears)
6. Lava Lamp – 2:58 (Stephen Bruner, Mark Spears)
7. Jethro – 1:34 (Stephen Bruner, Steven Ellison)
8. Day & Night – 0:37 (Stephen Bruner, Sanaa Burris)
9. Show You the Way (feat. Michael McDonald & Kenny Loggins) – 3:34 (Stephen Bruner, Michael McDonald, Kenny Loggins)
10. Walk on By (feat. Kendrick Lamar) – 3:19 (Stephen Bruner, Kendrick Lamar)
11. Blackkk – 1:59 (Stephen Bruner, Mark Spears)
12. Tokyo – 2:24 (Stephen Bruner, Dennis Hamm)
13. Jameel's Space Ride – 1:09 (Stephen Bruner, Louis Cole)
14. Friend Zone – 3:12 (Stephen Bruner, Charles Dickerson)
15. Them Changes – 3:08 (Stephen Bruner, Steven Allison, Chris Jasper, Ernie Isley, Marvin Isley, O'Kelly Isley, Ronald Isley, Rudolph Isley)
16. Where I'm Going – 2:09 (Stephen Bruner, Steven Allison)
17. Drink Dat (feat. Wiz Khalifa) – 3:35 (Stephen Bruner, Cameron Thomaz, Taylor Graves)
18. Inferno – 4:00
19. I Am Crazy – 0:25
20. 3AM – 1:15 (Stephen Bruner, Steven Ellison)
21. Drunk – 1:42 (Stephen Bruner, Steven Ellison)
22. The Turn Down (feat. Pharrell) – 2:29 (Stephen Bruner, Pharrell Williams)
23. DUI – 2:18 (Stephen Bruner, Dennis Hamm)